# Fauveliopsis brevipodus
Fauveliopsis brevipodus är en ringmaskart som beskrevs av Hartman 1971. Fauveliopsis brevipodus ingår i släktet Fauveliopsis och familjen Fauveliopsidae. Inga underarter finns listade i Catalogue of Life.